# Championnat d'Europe masculin de rink hockey 1975
Navigation
Championnat d'Europe masculin 1973 Championnat d'Europe masculin 1977
Le Championnat d'Europe de rink hockey masculin 1975 est la 32e édition de la compétition organisée par le Comité européen de rink hockey et réunissant les meilleures nations européennes. Cette édition a lieu à Viareggio, en Italie.
L'équipe du Portugal remporte pour la quatorzième fois le titre européen de rink hockey et domine la compétition pour la troisième année consécutive.

## Participants
Huit équipes prennent part à cette compétition.
- Allemagne
- Angleterre
- Espagne
- France
- Italie
- Pays-Bas
- Portugal
- Suisse

## Résultats
| Rang | Équipe     | Pts | J | G | N | P | Bp | Bc | Diff |  | Résultats  |  |     |     |     |     |      |      |      |
| ---- | ---------- | --- | - | - | - | - | -- | -- | ---- |  | ---------- |  | --- | --- | --- | --- | ---- | ---- | ---- |
| 1    | Portugal   | 13  | 7 | 6 | 1 | 0 | 57 | 10 | +47  |  | Portugal   |  | 4-2 | 1-1 | 7-1 | 7-2 | 8-3  | 12-1 | 18-0 |
| 2    | Espagne    | 12  | 7 | 6 | 0 | 1 | 42 | 9  | +33  |  | Espagne    |  |     | 2-1 | 4-1 | 5-0 | 7-1  | 11-1 | 11-1 |
| 3    | Italie     | 11  | 7 | 5 | 1 | 1 | 34 | 12 | +22  |  | Italie     |  |     |     | 5-1 | 4-2 | 10-1 | 5-1  | 6-1  |
| 4    | Allemagne  | 8   | 7 | 4 | 0 | 3 | 29 | 21 | +8   |  | Allemagne  |  |     |     |     | 4-0 | 7-3  | 3-5  | 7-2  |
| 5    | Pays-Bas   | 4   | 7 | 2 | 0 | 5 | 21 | 29 | -8   |  | Pays-Bas   |  |     |     |     |     | 5-2  | 5-3  | 9-2  |
| 6    | France     | 4   | 7 | 2 | 0 | 5 | 20 | 41 | -21  |  | France     |  |     |     |     |     |      | 6-3  | 4-1  |
| 7    | Suisse     | 4   | 7 | 2 | 0 | 5 | 21 | 49 | -28  |  | Suisse     |  |     |     |     |     |      |      | 7-2  |
| 8    | Angleterre | 0   | 7 | 0 | 0 | 7 | 9  | 62 | -53  |  | Angleterre |  |     |     |     |     |      |      |      |